# 渡島知内駅

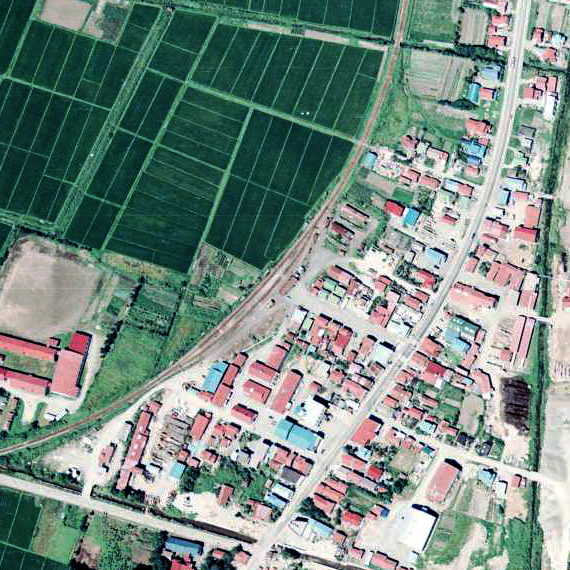
1976年の渡島知内駅と周囲約500 m範囲。左が松前方面。島式ホーム1面2線の他に駅舎とホーム間にもう1線貨物積卸線が敷かれていた。

渡島知内駅（おしましりうちえき）は、北海道上磯郡知内町字重内（おもない）にかつて設置されていた、北海道旅客鉄道（JR北海道）松前線の駅（廃駅）である。電報略号はシウ。事務管理コードは▲141502。

## 歴史

### 年表
- 1937年（昭和12年）10月12日：国有鉄道福山線の木古内駅 - 当駅間開通に伴い、一般駅として開業[1]。
- 1938年（昭和13年）10月21日：当駅 - 碁盤坂駅（後の千軒駅）間開通に伴い、中間駅となる。
- 1949年（昭和24年）6月1日：日本国有鉄道法施行に伴い、日本国有鉄道（国鉄）に継承[1]。
- 1953年（昭和28年）11月8日：福山線が松前線に改称。
- 1970年（昭和45年）12月12日：業務委託駅となる[3]。
- 1982年（昭和57年）11月15日：貨物取扱い廃止[1]。
- 1984年（昭和59年）2月1日：荷物取扱い廃止[1]。
- 1986年（昭和61年）11月1日：駅員無配置駅となり[4]、簡易委託化。
- 1987年（昭和62年）4月1日：国鉄分割民営化に伴い、北海道旅客鉄道（JR北海道）に継承[1]。
- 1988年（昭和63年）2月1日：松前線の全線廃止に伴い、廃駅となる。

### 駅名の由来
町名に旧国名の「渡島」を冠する。旧国名を冠したのは開業時、東北本線に同音の尻内駅（現在の八戸駅）が存在したためである。

## 駅構造
廃止時点で、島式ホーム片面使用の1面1線を有する地上駅であった。ホームは、線路の東側（松前方面に向かって左手側）に存在した。駅舎側の1線は撤去されていたが、かつては島式ホーム1面2線を有する列車交換可能な職員配置駅であった。1983年（昭和58年）時点では、使われなくなった駅舎側の1線は交換設備運用廃止後も両側の転轍機が撤去された状態で側線として残っていた。そのほか両側の転轍機が撤去された、駅舎隣の短い貨物ホームに接した貨物側線を1本有していた。
無人駅（簡易委託駅）となっていたが、有人駅時代の駅舎が残っていた。駅舎はホームの東側に位置し、構内踏切で連絡した。

## 利用状況
- 1981年度の1日乗降客数は281人[6]。

## 駅周辺
- 北海道道531号小谷石渡島知内停車場線・北海道道698号湯の里渡島知内停車場線
- 国道228号
- 知内町役場
- 木古内警察署知内駐在所
- 知内郵便局
- 知内駅前簡易郵便局
- 道南うみ街信用金庫知内支店
- 新函館農業協同組合（JA新はこだて）知内支店
- 北海道知内高等学校
- 知内町立知内中学校
- 涌元・小谷石海岸 - 駅から南に約5 km。奇岩怪石の景勝地。キャンプ場もある[6]。
- 脇本館跡 - 道南十二館のひとつが、南の涌元にある。
- 知内川
- 重内川

## 駅跡地
2010年（平成22年）時点で、旧構内は函館バス知内出張所となっている。

ターミナルの前には駅名標のレプリカがある。

## 隣の駅
北海道旅客鉄道（JR北海道）
松前線
森越駅 - 渡島知内駅 - 重内駅